# Malo Trebeljevo
Malo Trebeljevo este o localitate din comuna Ljubljana, Slovenia, cu o populație de 134 de locuitori.